# 克羅嫩韋特島
77°0′S 150°0′W / 77.000°S 150.000°W
克羅嫩韋特島（英語：Cronenwett Island）是南極洲的島嶼，位於瑪麗伯德地對開海域，屬於馬歇爾群島的一部分，長約40公里，該島嶼以美國海軍指揮官命名。